# 萨拉姆98号海难
萨拉姆98号海难是發生於2006年2月2日的海難事故，埃及客轮『萨拉姆98号』（MS al-Salam Boccaccio 98）从沙特阿拉伯西部港口城市杜巴出发往埃及港口城市塞法杰，在途经红海海域时沉没。據名單顯示，失事客輪上共有1,414人，其中包括104名船員和1,310乘客，僅388人生還，罹難人數超過1,000人。
一名幸存者表示，客轮在驶离沙特阿拉伯90分钟后就发生了火灾，但船员卻决定继续向目的地行驶，除此之外，天候不佳導致低溫的海水、埃及政府救災上的犹豫不决、救生艇数目明显不够，以及萨拉姆98号曾经进行过改造，导致其稳定性受到影响，都是造成嚴重事故的重要原因。

## 船隻
萨拉姆98号1970年在意大利建造，1990年在埃及船厂进行过重修。长130米，宽24米，注册地为巴拿马，排水量为6650吨。